# Гігден (Арканзас)
Гігден (англ. Higden) — місто (англ. town) в США, в окрузі Клеберн штату Арканзас. Населення — 114 особи (2020).

## Географія
Гігден розташований на висоті 160 метрів над рівнем моря за координатами 35°33′59″ пн. ш. 92°12′19″ зх. д. / 35.56639° пн. ш. 92.20528° зх. д. (35.566406, -92.205180).  За даними Бюро перепису населення США в 2010 році місто мало площу 1,24 км², з яких 1,24 км² — суходіл та 0,00 км² — водойми.

## Демографія
Згідно з переписом 2010 року, у місті мешкало 120 осіб у 58 домогосподарствах у складі 36 родин. Густота населення становила 96 осіб/км².  Було 159 помешкань (128/км²). 
Расовий склад населення:
| - 97,5 % — білих - 1,7 % — корінних американців |

До двох чи більше рас належало 0,8 %. Іспаномовні складали 0,0 % від усіх жителів.
За віковим діапазоном населення розподілялося таким чином: 15,0 % — особи молодші 18 років, 56,7 % — особи у віці 18—64 років, 28,3 % — особи у віці 65 років та старші. Медіана віку мешканця становила 56,0 року. На 100 осіб жіночої статі у місті припадало 90,5 чоловіків;  на 100 жінок у віці від 18 років та старших — 88,9 чоловіків також старших 18 років.
Середній дохід на одне домашнє господарство  становив 56 549 доларів США (медіана — 53 750), а середній дохід на одну сім'ю — 78 494 долари (медіана — 74 286). За межею бідності перебувало 5,1 % осіб, у тому числі 0,0 % дітей у віці до 18 років та 0,0 % осіб у віці 65 років та старших.
Цивільне працевлаштоване населення становило 53 особи. Основні галузі зайнятості: освіта, охорона здоров'я та соціальна допомога — 43,4 %, будівництво — 15,1 %, фінанси, страхування та нерухомість — 13,2 %.
За даними перепису населення 210006 року в Гігдені проживала 101 особа, 34 родини, налічувалося 52 домашніх господарств і 141 житловий будинок. Середня густота населення становила близько 84,2 осіб на один квадратний кілометр. Расовий склад Гігдена за даними перепису розподілився таким чином: 94,06 % білих, 2,97 % — корінних американців, 1,98 % — представників змішаних рас, 0,99 % — інших народів. Іспаномовні склали 4,95 % від усіх жителів містечка.
З 52 домашніх господарств в 15,4 % — виховували дітей у віці до 18 років, 61,5 % представляли собою подружні пари, які спільно проживали, в 5,8 % сімей жінки проживали без чоловіків, 32,7 % не мали сімей. 30,8 % від загального числа сімей на момент перепису жили самостійно, при цьому 19,2 % склали самотні літні люди у віці 65 років та старше. Середній розмір домашнього господарства склав 1,94 особи, а середній розмір родини — 2,37 особи.
Населення містечка за віковим діапазоном за даними перепису 2000 року розподілилося таким чином: 11,9 % — жителі молодше 18 років, 3,0 % — між 18 і 24 роками, 15,8 % — від 25 до 44 років, 36,6 % — від 45 до 64 років і 32,7 % — у віці 65 років та старше. Середній вік мешканця склав 54 роки. На кожні 100 жінок в Гігдені припадало 98,0 чоловіків, у віці від 18 років та старше — 93,5 чоловіків також старше 18 років.
Середній дохід на одне домашнє господарство в містечкі склав 41 875 доларів США, а середній дохід на одну сім'ю — 48 750 доларів. При цьому чоловіки мали середній дохід в 31 250 доларів США на рік проти 23 750 доларів середньорічного доходу у жінок. Дохід на душу населення в містечкі склав 22 133 долари на рік. Всі родини Гігдене мали дохід, що перевищує рівень бідності, 19,6 % від усієї чисельності населення перебувало на момент перепису населення за межею бідності, при цьому 36,8 % з них були молодші 18 років.